# Барон Лейтон
Барон Лейтон из Дэйнхилла в графстве Суссекс — наследственный титул в системе Пэрства Соединённого королевства. Он был создан 16 января 1947 года для сэра Уолтера Лейтона (1884—1966), видного экономиста, редактора и владельца газеты. Он был редактором журнала The Economist (1922—1938). 
По состоянию на 2024 год носителем титула являлся его внук, Джонатан Фрэнсис Лейтон, 4-й барон Лейтон (род. 1942), который стал преемником своего двоюродного брата в 2018 году.

## Бароны Лейтон (1947)
- 1947—1966: Уолтер Томас Лейтон, 1-й барон Лейтон (15 марта 1884 — 14 февраля 1966), сын Альфреда Джона Лейтона (1849—1934)[1];
- 1966—1989: Майкл Джон Лейтон, 2-й барон Лейтон (28 сентября 1912 — 23 января 1989), старший сын предыдущего[2];
- 1989—2018: Джеффри Майкл Лейтон, 3-й барон Лейтон (18 июля 1947 — 4 августа 2018), единственный сын предыдущего[3];
- 2018 — настоящее время: Джонатан Фрэнсис Лейтон, 4-й барон Лейтон (род. 16 февраля 1942), старший сын достопочтенного Дэвида Лейтона (1914—2009), двоюродный брат предыдущего[4];
  - Наследник титула: достопочтенный Джереми Лейтон (род. 1978), старший сын предыдущего[5].